# Kaudwane
Kaudwane – wieś w Botswanie w dystrykcie Kweneng. Według spisu ludności z 2011 roku wieś liczyła 1084 mieszkańców.